# 团山并殖吸虫
团山并殖吸虫（学名：Paragonimus tuanshanensis）为并殖科并殖属的动物。在中国大陆，分布于云南景洪县团山寨等地，营寄生生活，终末宿主家猫、家犬以及寄生于肺。该物种的模式产地在云南省景洪县团山寨。